# San Stino di Livenza
San Stino di Livenza (vènet San stin de ła livenza; friülès San Stin) és un municipi italià, dins de la ciutat metropolitana de Venècia. Antigament formà part del Mandament di Puart. L'any 2011 tenia 13144 habitants. Limita amb els municipis d'Annone Veneto, Caorle, Cessalto (TV), Concordia Sagittaria, Eraclea, Motta di Livenza (TV), Portogruaro i Torre di Mosto.

## Administració
| Període | Identitat    | Partit        |
| ------- | ------------ | ------------- |
| 2008-   | Luigino Moro | Llista cívica |